# Ruth Usoro
Ruth Usoro (* 8. Oktober 1997 in Lagos) ist eine nigerianische Leichtathletin, die im Weit- und Dreisprung an den Start geht. Sie ist Inhaberin des nigerianischen Landesrekordes im Dreisprung und siegte in dieser Disziplin 2024 bei den Afrikaspielen.

## Sportliche Laufbahn
Ruth Usoro studiert seit 2017 an der Texas Tech University und wurde 2021 NCAA-Collegemeisterin im Dreisprung. Im selben Jahr stellte sie mit 14,50 m einen Landesrekord im Dreisprung auf und qualifizierte sich somit für die Olympischen Sommerspiele in Tokio. Sie durfte dort aber wegen fehlender Dopingtests vor den Spielen nicht an den Start gehen. Im Jahr darauf startete sie im Weitsprung bei den Hallenweltmeisterschaften in Belgrad und belegte dort mit 6,69 m den achten Platz. Im Juli gelangte sie bei den Weltmeisterschaften in Eugene mit 6,52 m im Finale auf Rang elf im Weitsprung und verpasste im Dreisprung mit 13,93 m den Finaleinzug. Anschließend wurde sie bei den Commonwealth Games in Birmingham mit 6,56 m Sechste im Weitsprung und belegte mit 14,02 m Rang fünf im Dreisprung. 2023 siegte sie mit 6,82 m beim Miramar Invitational und schied anschließend bei den Weltmeisterschaften in Budapest mit 6,60 m in der Qualifikationsrunde aus. Im Jahr darauf siegte sie bei den Afrikaspielen in Accra mit 13,80 m im Dreisprung und belegte im Weitsprung mit 6,62 m den vierten Platz. Im August gelangte sie bei den Olympischen Sommerspielen in Paris mit 6,58 m auf den zehnten Platz im Weitsprungfinale.
In den Jahren 2022 und 2023 wurde Usoro nigerianische Meisterin im Dreisprung.

## Persönliche Bestleistungen
- Weitsprung: 6,87 m, 27. Januar 2023 in Lubbock
- Dreisprung: 14,50 m (+2,0 m/s), 10. April 2021 in Lubbock (nigerianischer Rekord)